# No wave
No wave – krótkotrwały, wywodzący się z punk rocka muzyczny ruch końca lat siedemdziesiątych i początku osiemdziesiątych, mający swój ośrodek w Nowym Jorku. Jego nazwa oznacza bunt przeciwko popularnej w tym okresie new wave. Nurtowi brakuje oprócz tego jednoznacznych wyznaczników, choć artyści często sięgali po atonalne dźwięki, faktury nawiązujące do gatunku downtown, a teksty zawierały wątki nihilistyczne.

## Wybrani wykonawcy
Lydia Lunch, Arto Lindsay, James Chance, DNA, Mars, Glenn Branca, Rhys Chatham

## Film dokumentalny
- Kill Your Idols, Scott Crary, 2004